# AN/SPS-40

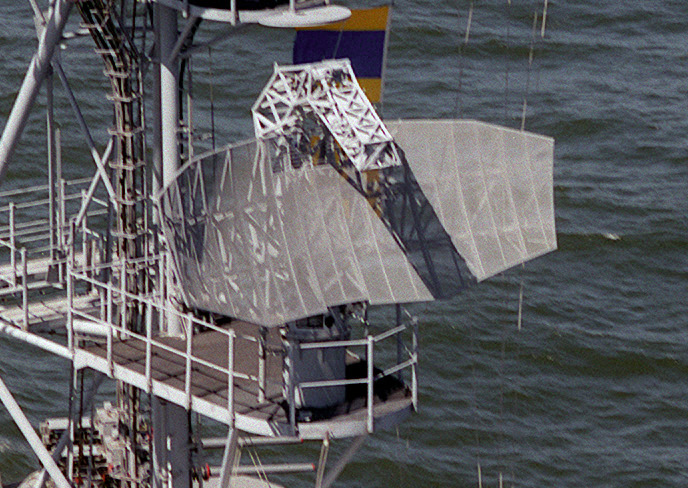
AN/SPS-40

Das AN/SPS-40 (JETDS-Bezeichnung) ist ein schiffgestütztes 2D-Luftraumsuchradar mit großer Reichweite. Es wurde von den US-Unternehmen Lockheed, Sperry Corporation, Westinghouse und Norden Systems hergestellt.

## Beschreibung
Das SPS-40  wurde aus dem AN/SPS-31 abgeleitet und löste das AN/SPS-6 und AN/SPS-29 ab und wurde 1961 eingeführt. Es verfügt über einen digitalen MTI-Betriebsmodus, Pulskompression, integrierte IFF-Abfrage und besondere Betriebsmodi für tieffliegende Ziele. Die ersten Modelle galten als relativ unzuverlässig, was aber sich aber mit der Einführung von weiterentwickelten Varianten änderte. Inzwischen wurden die meisten Modelle ausgemustert und durch das AN/SPS-49 ersetzt.

## Varianten

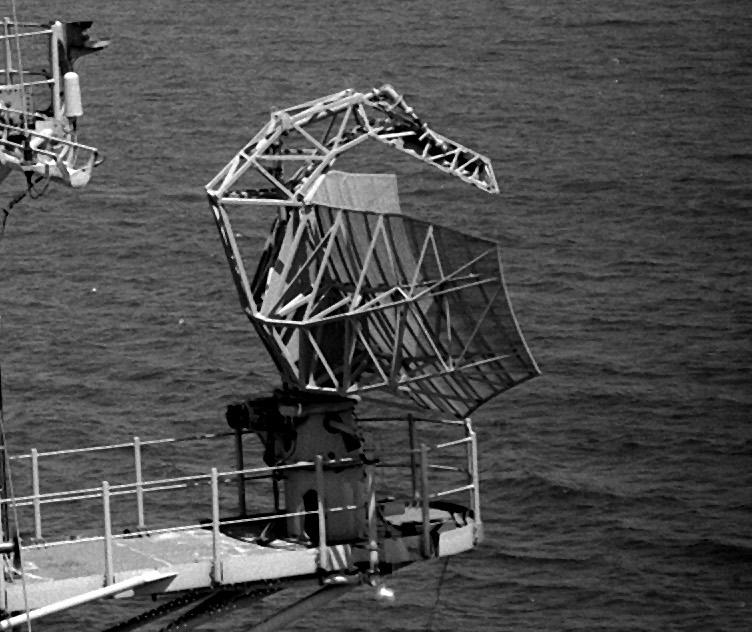
Ein SPS-40 von der Seite

- AN/SPS-40: Die Basisversion, produziert von Lockheed.
- AN/SPS-40A: Leicht modifizierte Variante, gefertigt von Sperry
- AN/SPS-40B: Ab dieser Variante ist eine IFF-System integriert. 43 Systeme wurden von Norden Systems hergestellt.
- AN/SPS-40C: Version mit verbesserter Erkennung von Tieffliegern und erweiterten ECCM-Kapazitäten.
- AN/SPS-40D: Hierbei handelt es sich um eine modifizierte Version der A-Variante, deren Zuverlässigkeit signifikant erhöht werden konnte. Außerdem kann es in das AN/SYS-1 Kampfsystem integriert werden. Es wurde von Westinghouse produziert.
- AN/SPS-40E: Obwohl diese Variante von Norden Systems bereits zur Serienreife gebracht wurde, suspendierte die US Navy die Finanzierung.

Inzwischen wird eine Modernisierung für die E-Variante angeboten, welche die analogen Wanderfeldröhren durch neue, digitale Halbleiter-Komponenten ersetzt. Hierdurch soll die Leistung gesteigert und die Zuverlässigkeit erhöht werden.

## Plattformen
Fregatten: Knox-Klasse
Zerstörer: Forrest-Sherman-Klasse, Charles-F.-Adams-Klasse, Spruance-Klasse, Lütjens-Klasse
Atomkreuzer: Virginia-Klasse, California-Klasse, Truxtun
Amphibische Angriffsschiffe: Tarawa-Klasse

## Technische Daten
- Gewicht (Antenne): 752 kg
- Antennenmaße (B × H): 5,44 × 3,56 m
- Frequenzbereich: 0,25–0,50 GHz
- Impulsleistung: 200–255 kW
- Öffnungswinkel:
  - Horizontal: 10,5°
  - Vertikal: 19,0°
- Impulsfolgefrequenz: 257–300 MHz
- Antennenumlaufzeit: 10 s
- Antennengewinn: 21 dB
- Reichweite (Ziel-RCS = 1 m²):
  - Maximal: 370 km
  - Minimal: 3,7 km
- Maximale Erfassungshöhe: 15,3 km